# Eugène Van Dyck
Eugène Van Dyck (Antwerpen, 14 februari 1924 - Merksem, 24 mei 2004) was een Belgisch bestuurder.

## Levensloop
Hij was afgevaardigd beheerder van Bell Telephone, daarnaast bekleedde hij de functie van voorzitter van de raad van bestuur en het uitvoerend comité van het telecombedrijf. Onder zijn bestuur vond op 30 december 1986 de overname plaats door de Franse telecomgigant Alcatel. In juni 1989 werd Van Dyck aan het hoofd van de Antwerpse afdeling als afgevaardigd bestuurder en voorzitter van het uitvoerend comité opgevolgd door John Goossens. Op 22 juni 1991 volgde Goossens hem tevens op als voorzitter van de raad van bestuur. Voorts was hij voorzitter van de bestuursraad van IMEC, MIETEC, Promedia en bouwmaatschappij CEI. Ook was hij bestuurder van Kredietbank en Marsk Belgium. 
In 1983 werd hij aangesteld als voorzitter van Fabrimetal in opvolging van Philippe Saverys, zelf werd hij in 1989 opgevolgd door Richard Gandibleux. Daarnaast was hij bestuurder van het VEV, voorzitter van de Internationale Kamer van Koophandel België (1992 - 1994) en consul van Korea.
In mei 2004 kwam hij onverwacht te overlijden. Zijn uitvaartplechtigheid vond plaats in de Sint-Antoniuskerk te Brasschaat. 
Hij verkreeg de adellijke titel van baron en was commandeur in de Kroonorde en officier in de Leopoldsorde.